# St. Vincentius (Hattenheim)

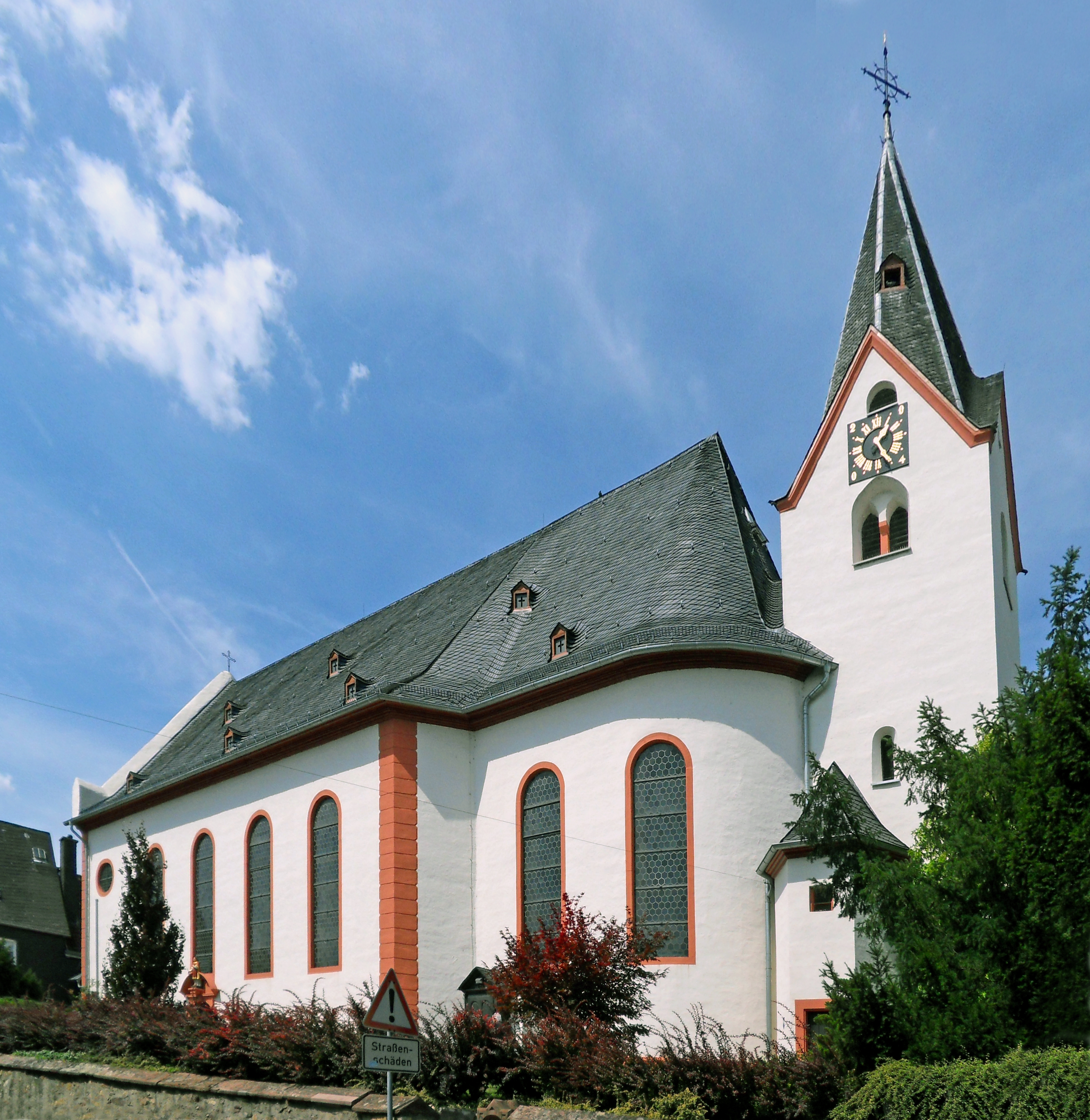
St. Vincentius

Die katholische, ehemalige Pfarrkirche  St. Vincentius (auch St. Vinzenz) ist ein denkmalgeschütztes Kirchengebäude in Hattenheim, einem Ortsbezirk der Stadt Eltville am Rhein.
St. Vincentius in Hattenheim bildete zusammen mit St. Peter und Paul in Eltville, St. Markus in Erbach und St. Valentinus in Kiedrich den Gemeindeverband „Pastoraler Raum Eltville“. Seit 2015 ist St. Vincentius  eine Filialkirche der Pfarrei St. Peter und Paul Rheingau, einer Pfarrei neuen Typs. Jetzt ist St. Peter und Paul in Eltville auch Pfarrkirche von Hattenheim.

## Geschichte
Die Kirche wurde dem Märtyrer Vinzenz von Valencia geweiht. Seine Figur, mit dem Feuerrost in der Hand als dem Sinnbild seines Martyriums, ziert den Türsturz des Haupteingangs.
Von der mittelalterlichen, um 1240 erbauten Kirche ist nur der um 1240 errichtete Turm erhalten. Von 1739 bis 1740 wurde der rechteckige Barocksaal mit dem eingezogenen Chor gebaut. An der Decke sind Malereien von Johann Voleanus zu sehen. Die einheitliche Innenausstattung von 1740 ist vollständig erhalten. Vor der Kirche steht eine Kreuzigungsgruppe aus der Werkstatt von Hans Backoffen, entstanden um 1508–1510.

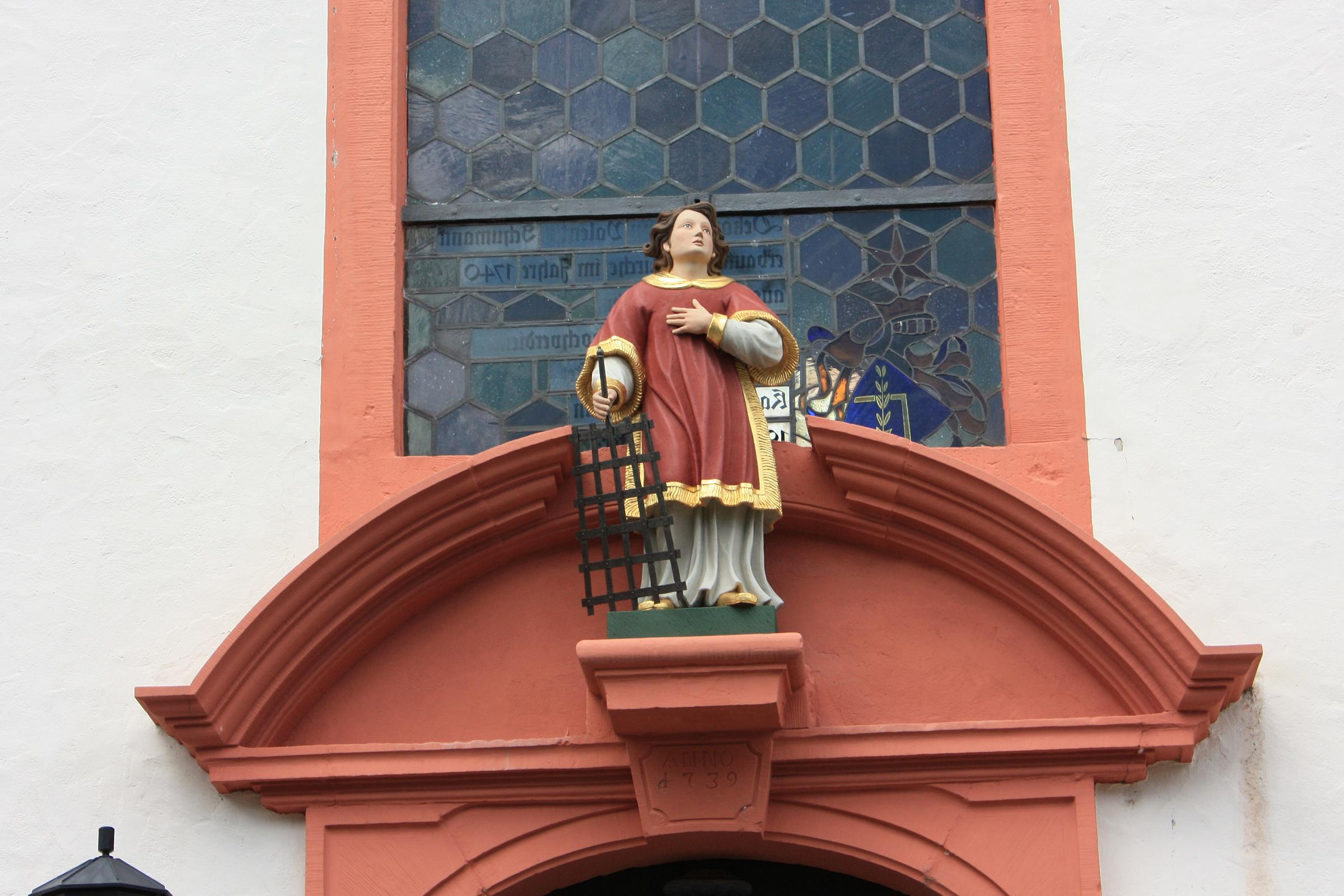
Figur des Heiligen Vinzenz von Valencia über dem Haupteingang
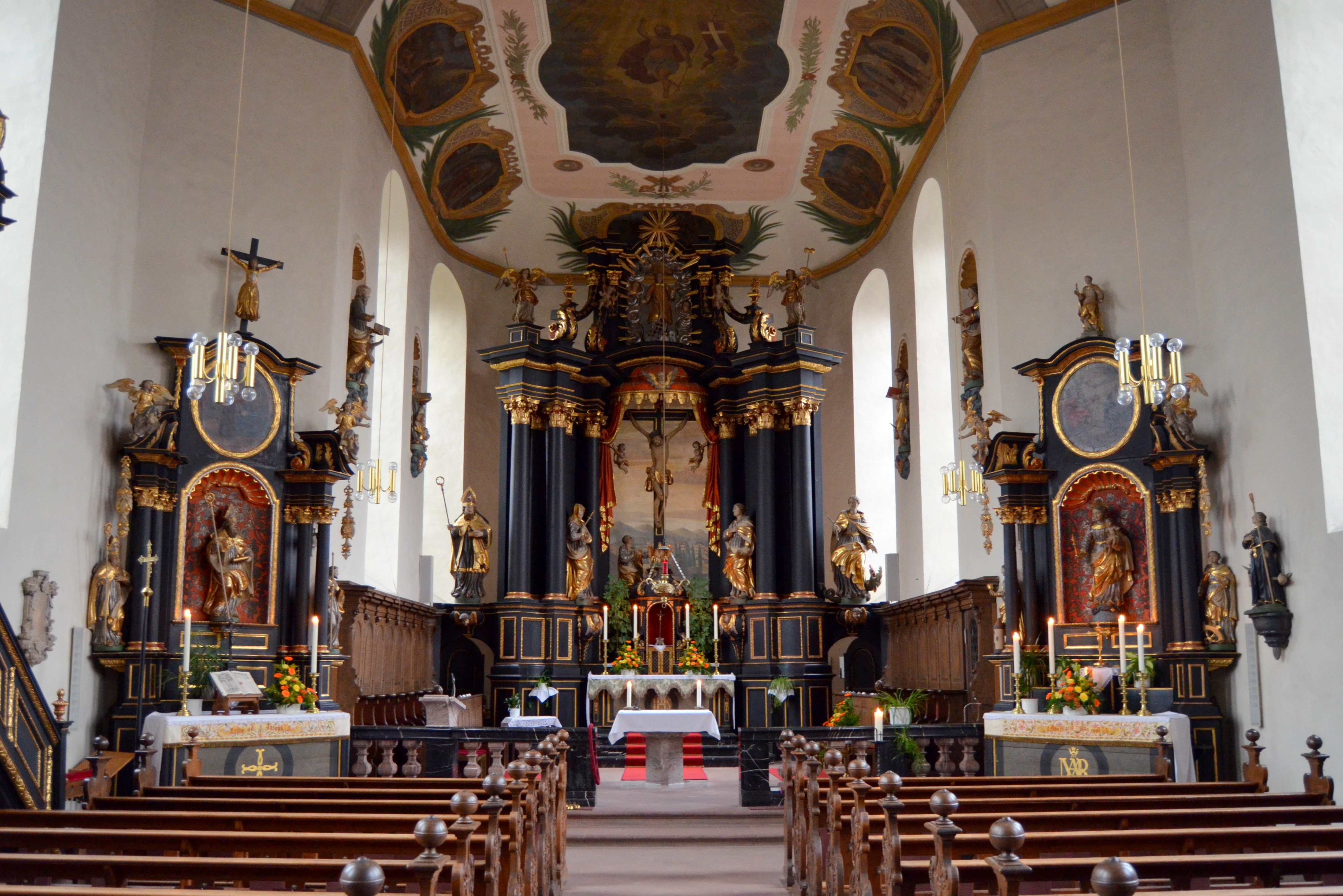
Blick in den Chorraum
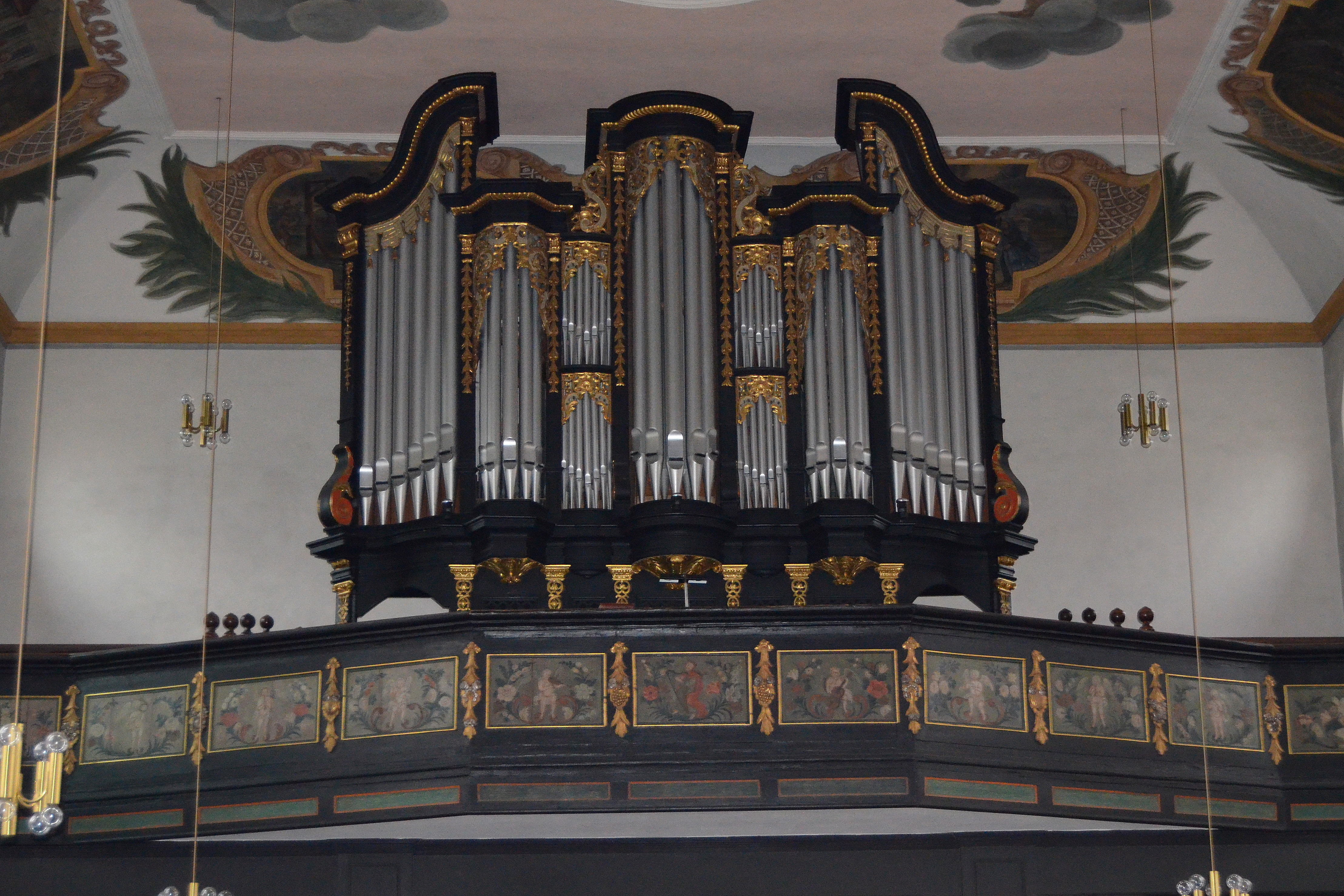
Orgelprospekt des Johannes Kohlhaas dem Älteren
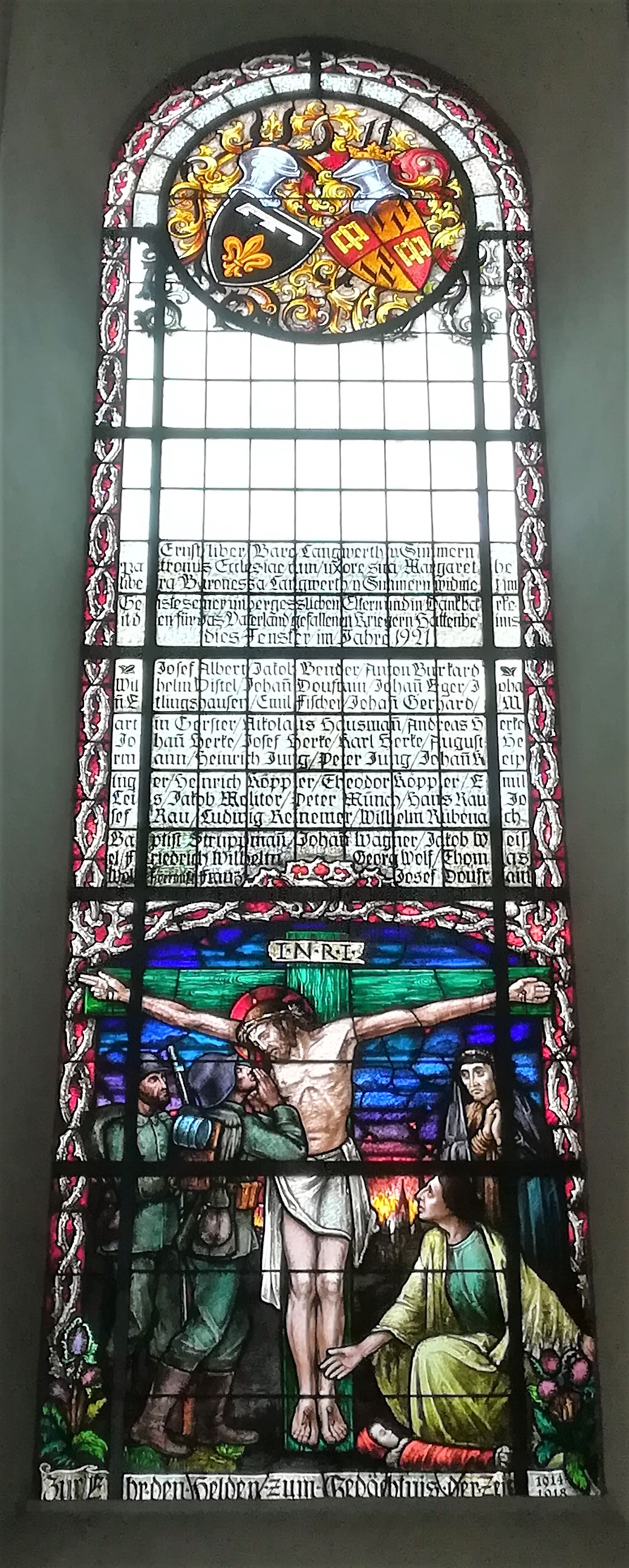
Ehrenfenster der Hattenheimer Gefallenen des I. WK., geschaffen von Professor August Weckbecker[4] dem Bruder des Pfarrers Karl Weckbecker, der die Gemeinde von 1927 bis 1938 betreute.[5] Gestiftet von Ernst Langwerth von Simmern
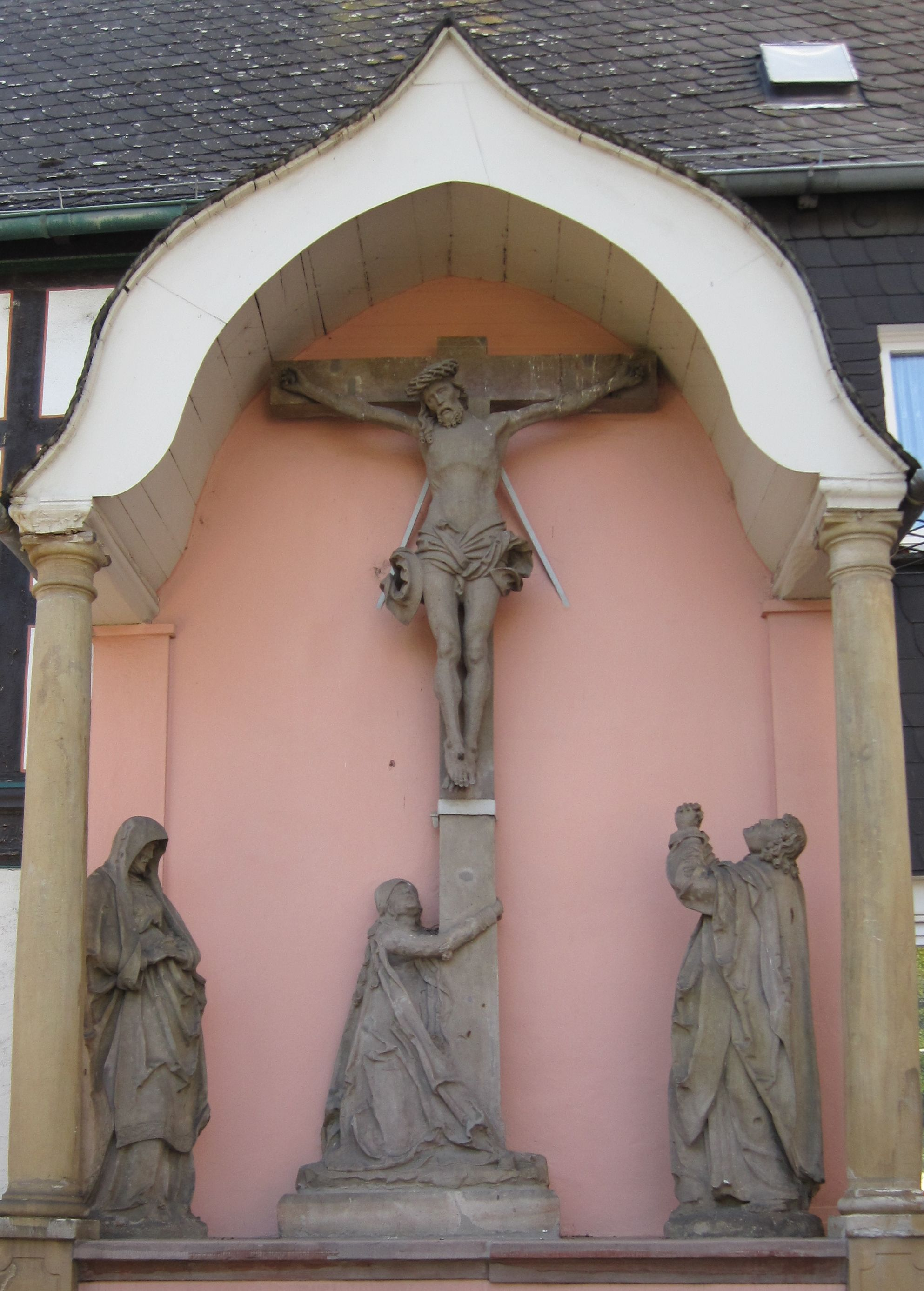
Kreuzigungsgruppe aus der Werkstatt von Hans Backoffen

## Orgel
Die Orgel wurde 1906 von der Orgelbaufirma Johannes Klais (Bonn) erbaut. Sie steht in einem historischen Orgelgehäuse, das 1740 von Johannes Kohlhaas dem Älteren geschaffen wurde. Das auffallend grundtönig disponierte Instrument hat 23 Register auf zwei Manualen und Pedal. Es verfügt über keine Zungenstimme(n). Die Trakturen sind pneumatisch. Als Spielhilfen verfügt das Instrument über feste Kombinationen sowie eine Melodiekoppel und eine Suboktavkoppel, die außer Funktion sind.
| I Hauptwerk C–f3 |            |       |
| 1.               | Bordun     | 16′   |
| 2.               | Principal  | 8′    |
| 3.               | Gedackt    | 8′    |
| 4.               | Quintatön  | 8′    |
| 5.               | Hohlflöte  | 8′    |
| 6.               | Gambe      | 8′    |
| 7.               | Gemshorn   | 8′    |
| 8.               | Äoline     | 8′    |
| 9.               | Octave     | 4′    |
| 10.              | Rohrflöte  | 4′    |
| 11.              | Quinte     | 2 ⁄3′ |
| 12.              | Cornett IV |       |
| 13.              | Mixtur IV  |       |

| II Hinterwerk C–f3 |                  |    |
| 14.                | Principal        | 8′ |
| 15.                | Lieblich Gedackt | 8′ |
| 16.                | Salicional       | 8′ |
| 17.                | Vox coelestis    | 8′ |
| 18.                | Dolce            | 8′ |
| 19.                | Flaut travers    | 4′ |

| Pedal C–f1 |               |     |
| 20.        | Principalbass | 16′ |
| 21.        | Subbass       | 16′ |
| 22.        | Violoncello   | 8′  |
| 23.        | Flötbass      | 4′  |

- Koppeln: II/I, I/P, II/P

## Glocken
Das Geläute der St.-Vincentius-Kirche in Hattenheim besteht aus vier Glocken. Die beiden Weltkriege überdauerten zwei historische Glocken aus dem 15. und 16. Jahrhundert, sie werden ergänzt durch zwei Nachkriegsglocken der Glockengießerei Hamm aus Regensburg.
Geläutedisposition:  es′-3 – f′+3 – g′-6 – b′-2
| Nr. | Name       | Masse (kg) | Ø (mm) | Schlagton (16tel) | Abklingdauer (Sec.) | Klangverlauf             | Gussjahr | Glockengießer           | Inschrift |
| 1   | Osanna     | 1450       | 1325   | es1-3             | 78                  | leicht schwebend / ruhig | 1477     | Martin Möller Frankfurt | Umlaufende Inschrift Minuskelinschrift: § osanna § hessen § ich § Meister § martin § muller § von § franckfort § gois § mich § anno § dni § m § cccc § lxxvii. |
| 2   | Maria      | 1000       | 1221   | f1+3              | 62                  | ruhig                    | 1513     | Hans zu Frankfurt       | Umlaufende Inschrift "§ MARIA § GLOCK § HEIS § ICH § IN § GOTTES § EER § LAVT § ICH § HANS § ZU § FRANCKFORT § GOS § MICH § XV § VND § XIII § IAR. und Bildnis von Maria im Strahlenkranz auf Mondsichel mit Kind.                                                 |
| 3   | Margarethe | 650        | 1026   | g1-6              | 46                  | ruhig                    | 1947     | Hamm / Regensburg       | WENN ICH DICH RUFE, GERECHTER GOTT, HOERE MICH, DER DU NOCH STETS MIR HALTEST IN GEFAHR: PSALM 4,2. und K. HAMM REGENSBURG GOSS MICH 1947. |
| 4   | Vinzenz    | 350        | 864    | b1-2              | 40                  | ruhig                    | 1947     | Hamm / Regensburg       | ERHOERE MEIN GEBET, O HERR / VERNIMM DEN KUMMER MEINER SEELE / DER DU MEIN GOTT UND KÖNIG BIST, ICH BITTE DICH / AM FRÜHEN MORGEN SCHON ERHEBE ICH DIE STIMME UND STELLE ALLES, WAS ICH BRAUCHE DIR ANHEIM. Psalm 5,2 u. 3. und K. HAMM REGENSBURG GOSS MICH 1947. |